# Hans von Reutlingen
Hans von Reutlingen (aussi appelé Hans von Aich), né vers 1465 à Aix-la-Chapelle où il est mort après 1547, est un orfèvre allemand de la fin du Moyen Âge.

## Vie et œuvre
Hans von Reutlingen, également appelé Hans von Aich, était actif à Aix-la-Chapelle pendant plus de 40 ans. Il figure dans le registre de la Aachener Gesellschaft vom Bock, la corporation « du bouc » (Bockzunft) des orfèvres, une première fois en 1503, lorsqu'il y est admis, et une dernière fois en 1547, ce qui permet de penser qu'il est décédé peu après.
Sa marque de maître-orfèvre est composée des premières lettres de son nom : Johannes von Reutlingen, JR, disposées en croix.
Ses œuvres principales sont caractérisées par des composants architecturaux agencés dans un style maniériste. Hans von Reutlingen met en scène, à l'apogée de sa créativité artistique, des arcades et baldaquins à une époque où le maniérisme n'était pas encore développé. De cette façon, il donne au matériau lourd que constitue l'or une impression de légèreté.
L'oœuvre de Hans von Reutlingen comporte aussi un ensemble de sceaux et de pièces de monnaie dont le style va du gothique tardif à la première Renaissance.
Son œuvre est composée pour trois quarts de pièces profanes et un quart de pièces religieuses.
En 2001, une ruelle du centre d'Aix-la-Chapelle a été nommée en Hans-von-Reutlingen-Gasse.

## Œuvres (sélection)
Couverture

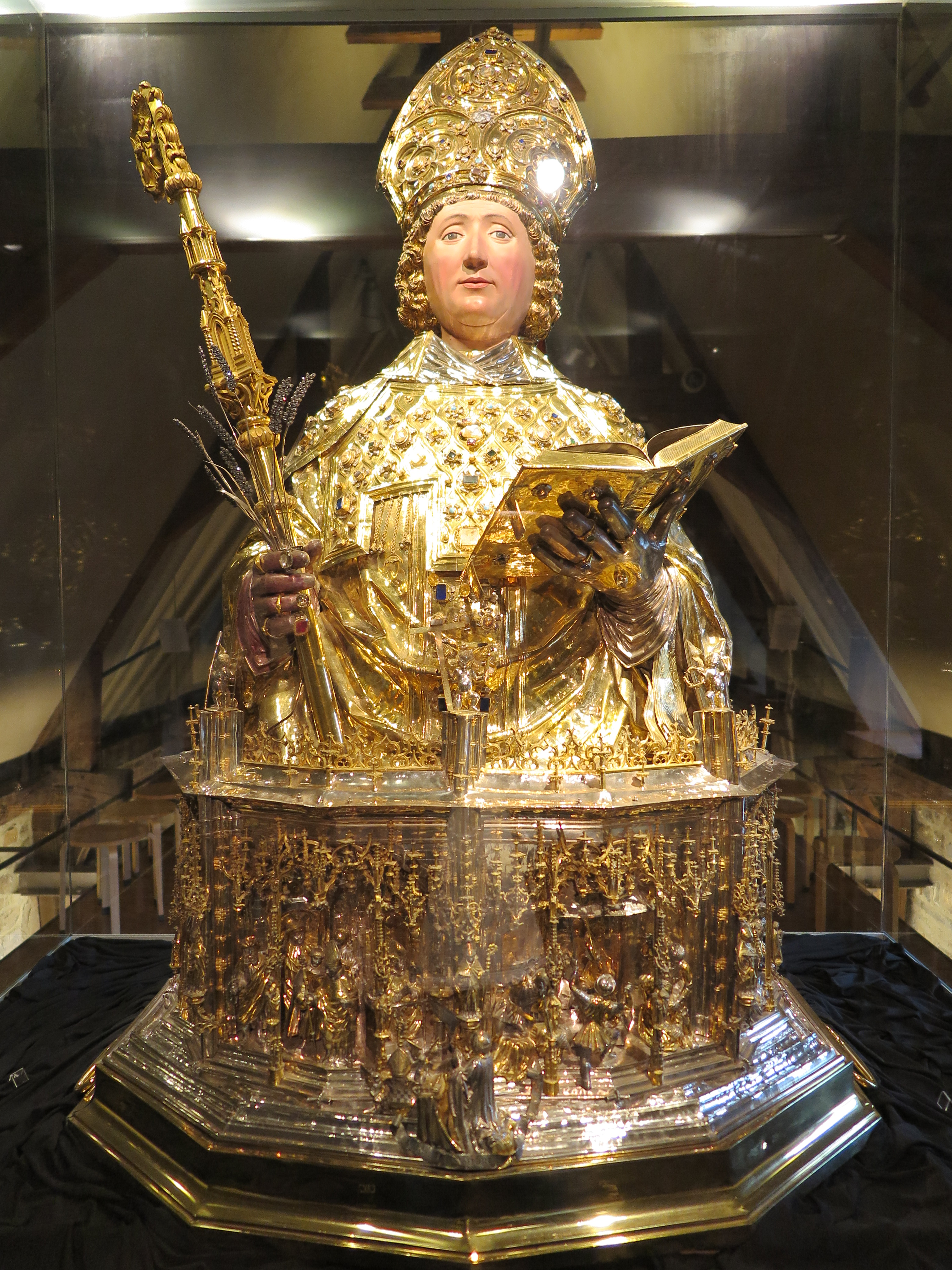
Reliquaire de saint Lambert

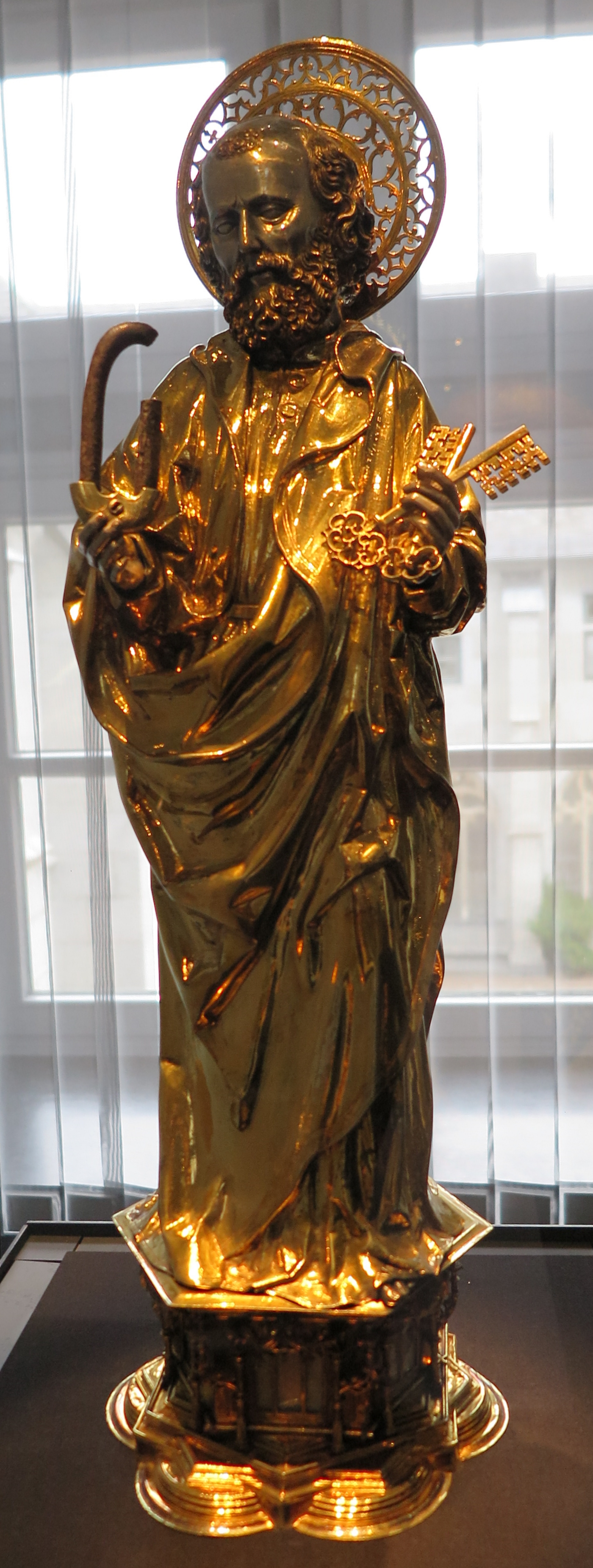
Saint Pierre (vers 1510), Trésor de la cathédrale d'Aix-la-Chapelle, Aix-la-Chapelle

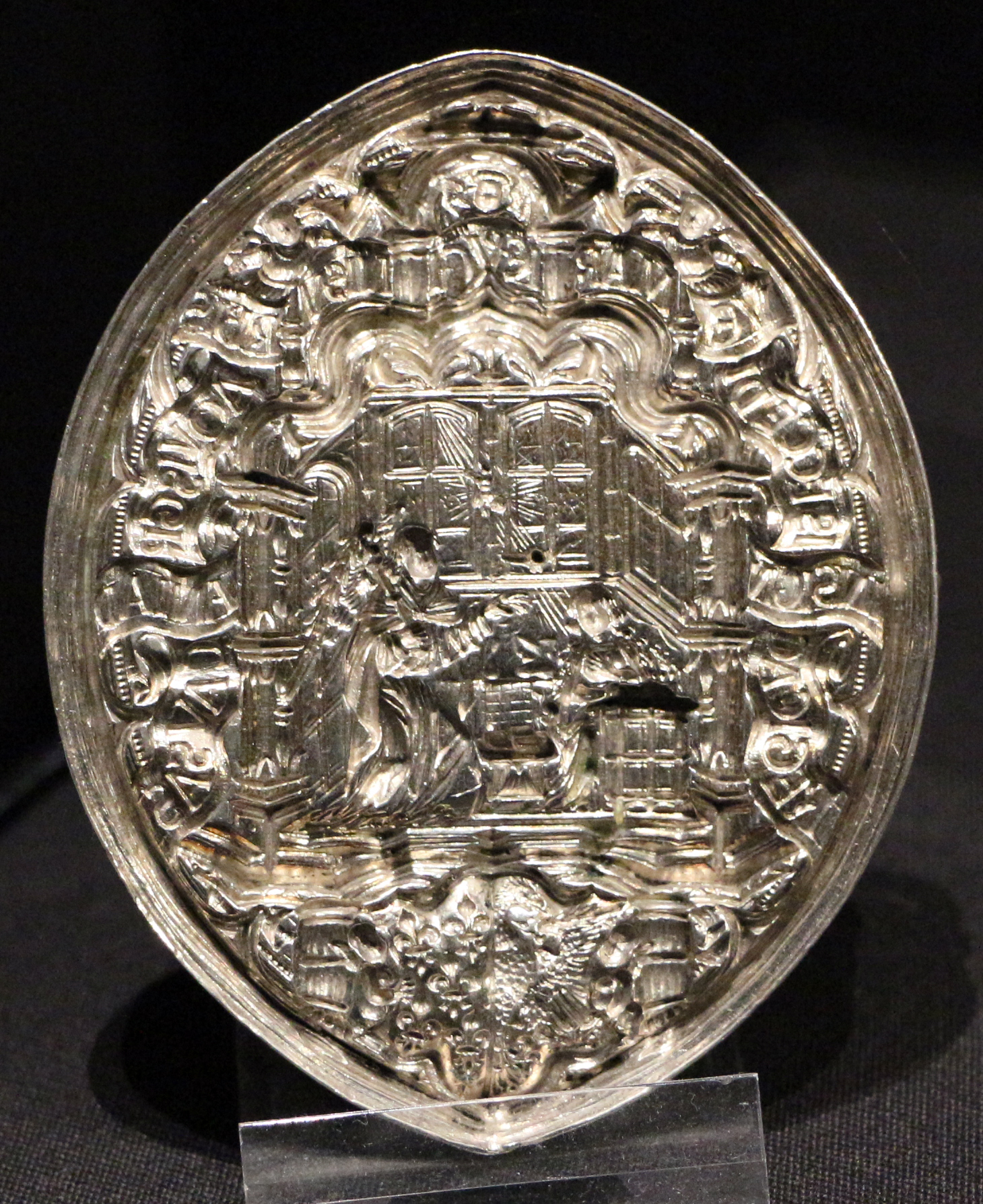
Sceau du Marienstift d'Aix

- Évangéliaire du couronnement de Vienne pour l'empereur Maximilien (couverture), Trésor impérial de Vienne, 1500

Reliquaires
- Buste-reliquaire de saint Lambert, Cathédrale Saint-Paul de Liège, Liège, 1508–12
- Reliquaire d'Ursule de Cologne, argent doré, (attribué), Heinsberg
- Reliquaire de saint Christophe, Tongres, (attribué).

Bustes
- Buste de  Catherine d'Alexandrie, Maastricht, vers 1510
- Buste de Sainte Barbe, ibid.
- Büstes de saintes non identifiées, ibid.

Statuettes
- Statuette d'un évêque soubassement du buste de saint Lambert de Liège, maintenant Metropolitan Museum of Art, New York, 1508–12[4]
- Statuette reliquaire Anna selbdritt, signée, en argent repoussé, Basilique Notre-Dame de Tongres
- Saint Pierre (vers 1510), Trésor de la cathédrale d'Aix-la-Chapelle
- Statuette, argent doré Germanisches Nationalmuseum, Nuremberg

Sceaux
- Trois sceaux pour la cour impériale de Vienne, 1497
- Sceau de  Maximilians Ier, 1498
- Sceau de couvent, vers 1530.
- Sceau impérial de Maximilians Ier, avant 1530.
- Sceau de la Bulle d'or (1356) de Charles Quint, 1523
- Sceau secret du régiment impérial, vers 1522.
- Sceau du Marienstift d'Aix (de), 1528

Objets liturgiques
- Fermoir de chape curiale, Aix-la-Chapelle, vers 1520
- Crucifix de Kreuznach
- Crucifix, Église Saint-Jean-Baptiste de Burtscheid
- Osculatoire avec reliques de Timothée , Église Saint-Feuillen (Aix-la-Chapelle)
- Burettes, Église Saint-Feuillen (Aix-la-Chapelle)

Ostensoirs
- Ostensoir, de Charles Quint signé, Aix-la-Chapelle
- Ostensoir, Frelenberg près de Geilenkirchen
- Ostensoir ciboire, cuivre doré, Église de la Sainte Croix, Aix-la-Chapelle
- Ostensoir, Musée Schnütgen à Cologne
- Ostensoir, Musée Suermondt-Ludwig in Aachen

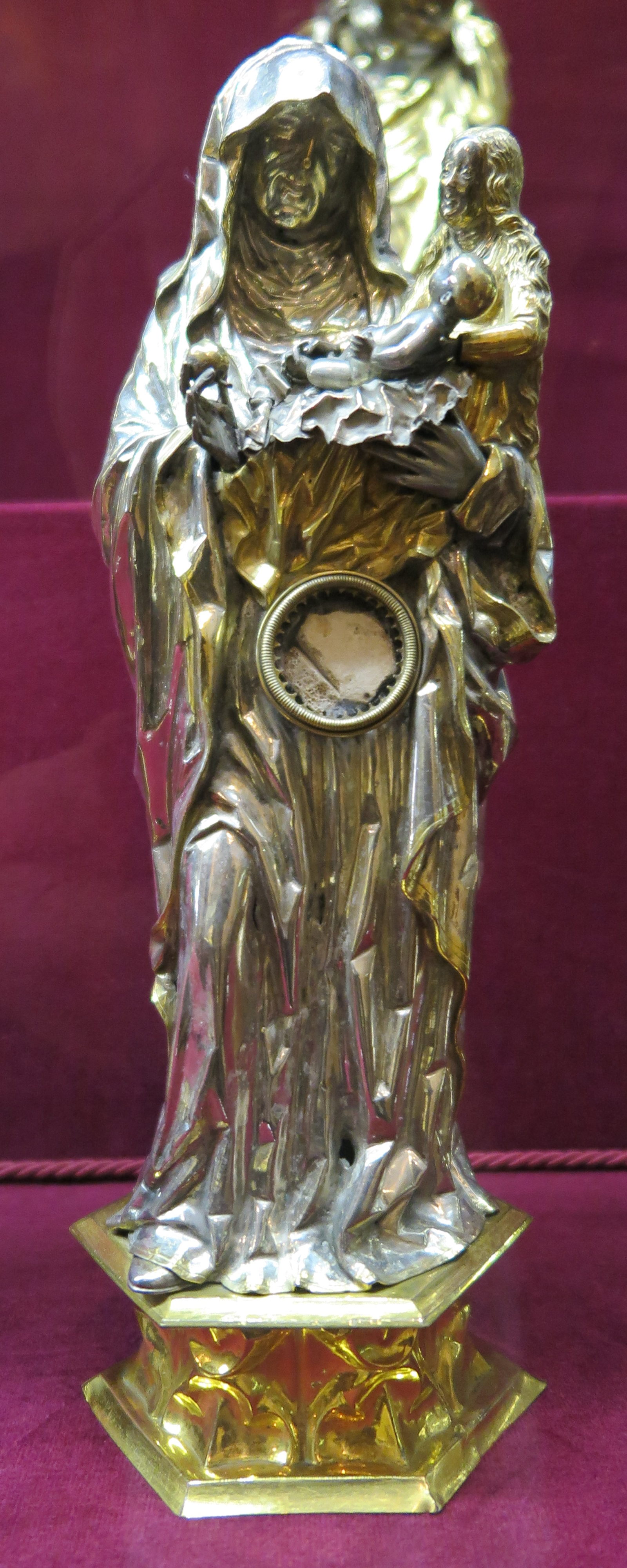
Anne trinitaire
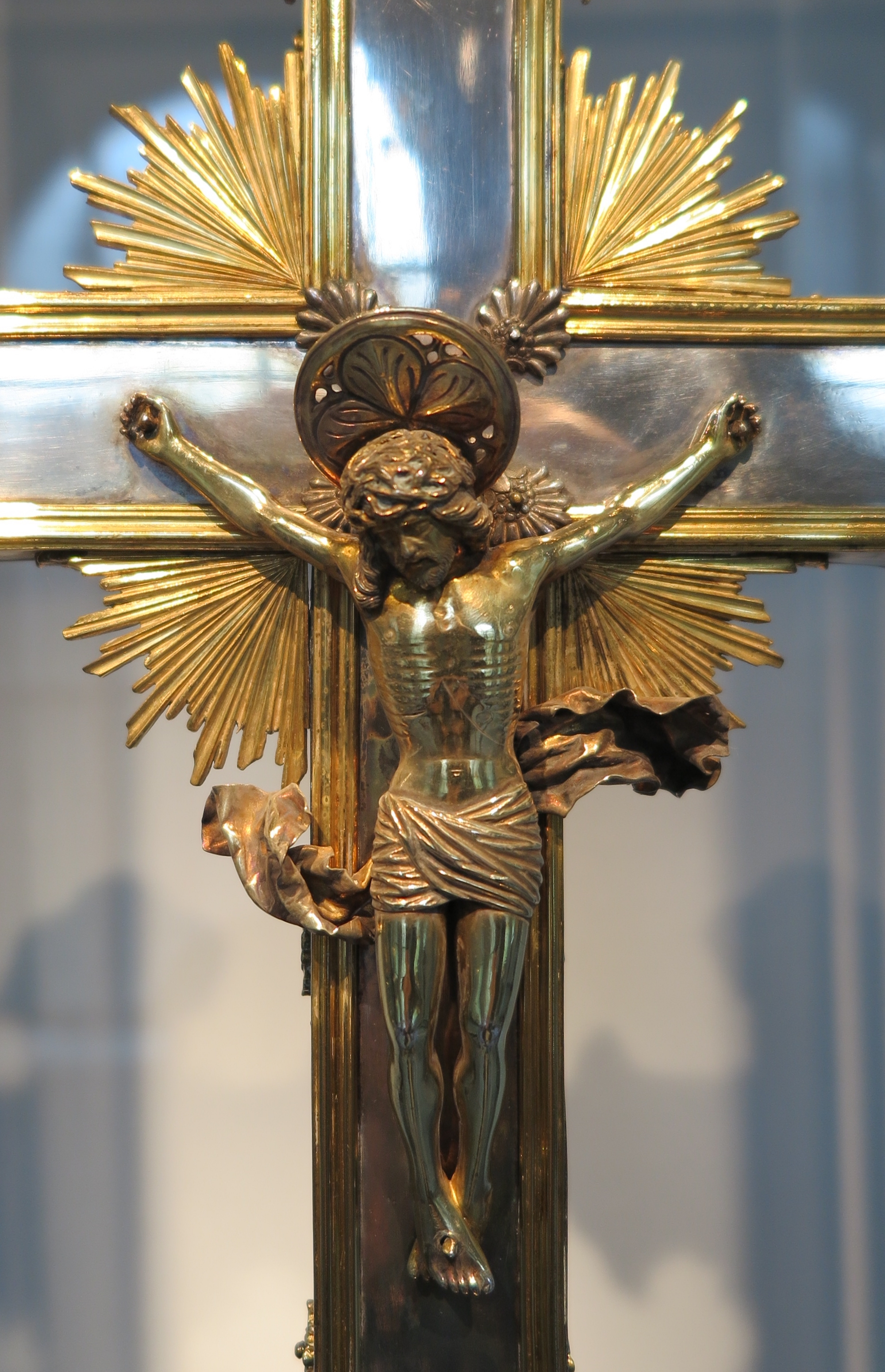
Détail de croix
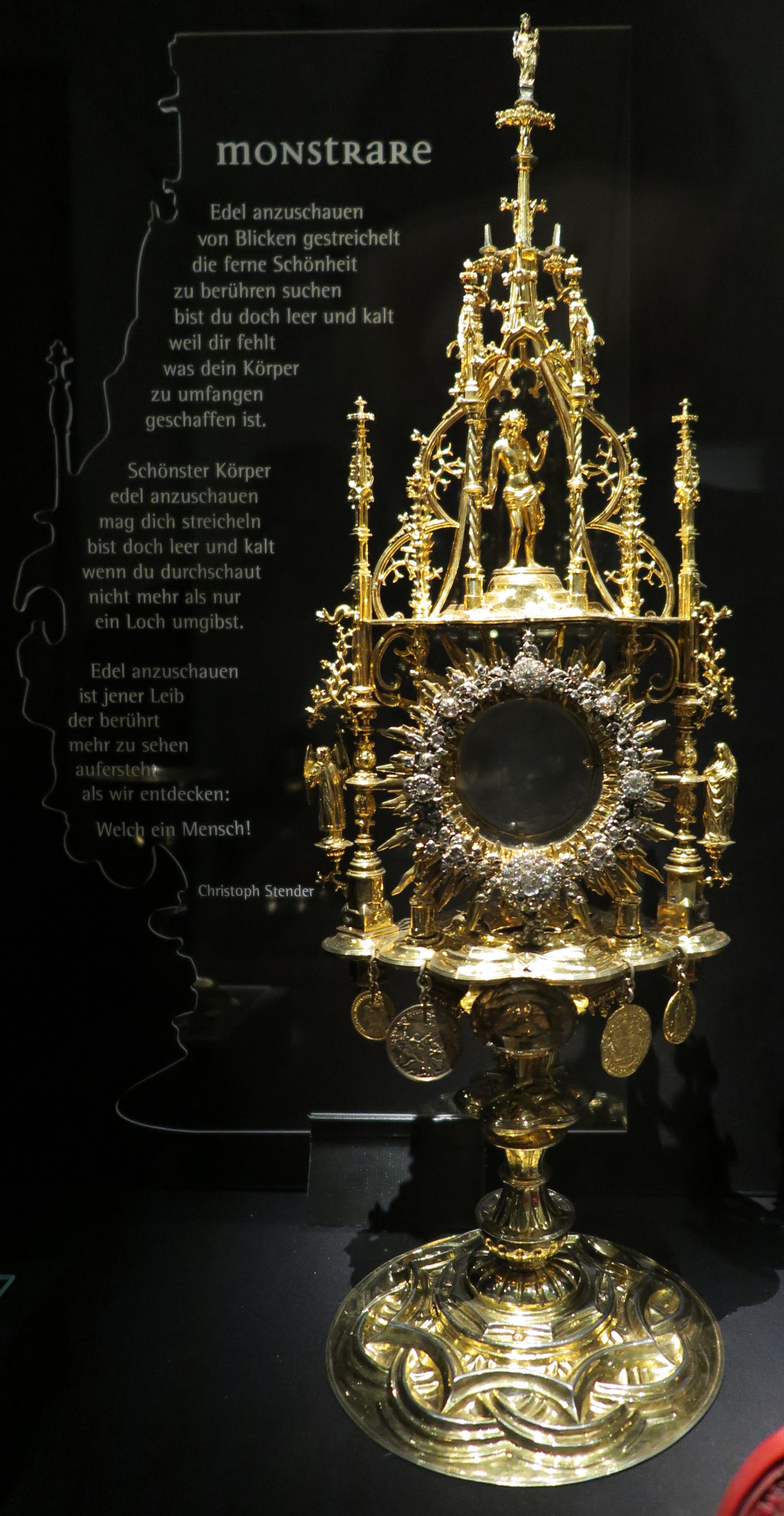
Ostensoir de Charles Quint
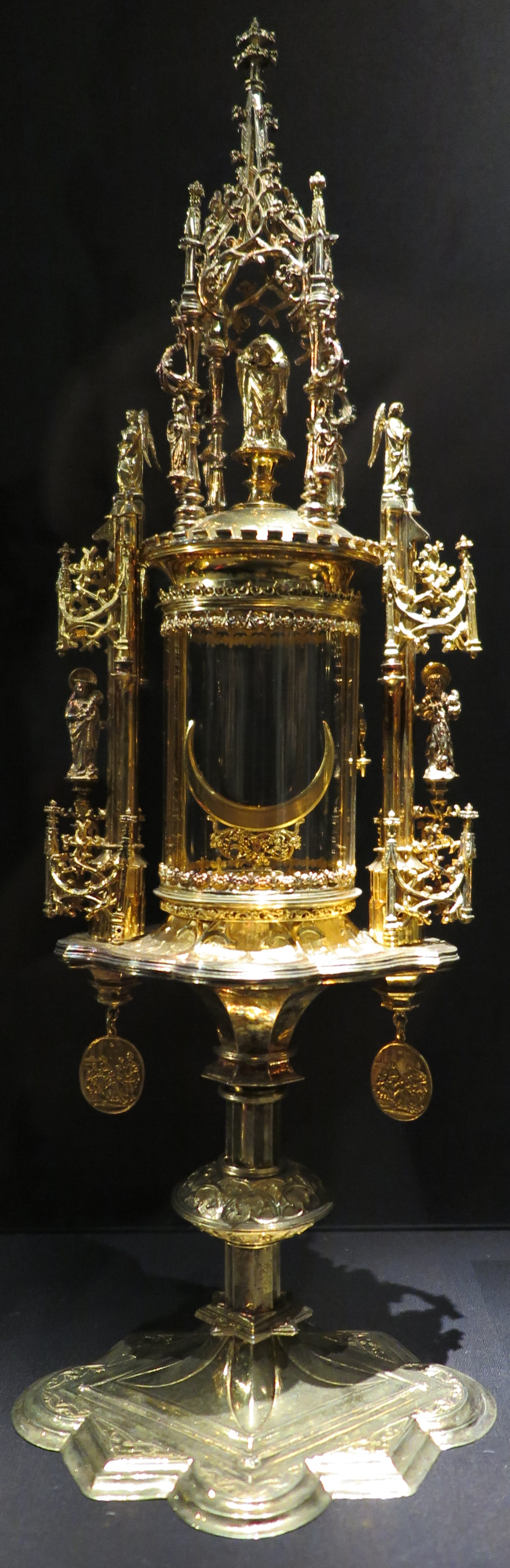
Ostensoir
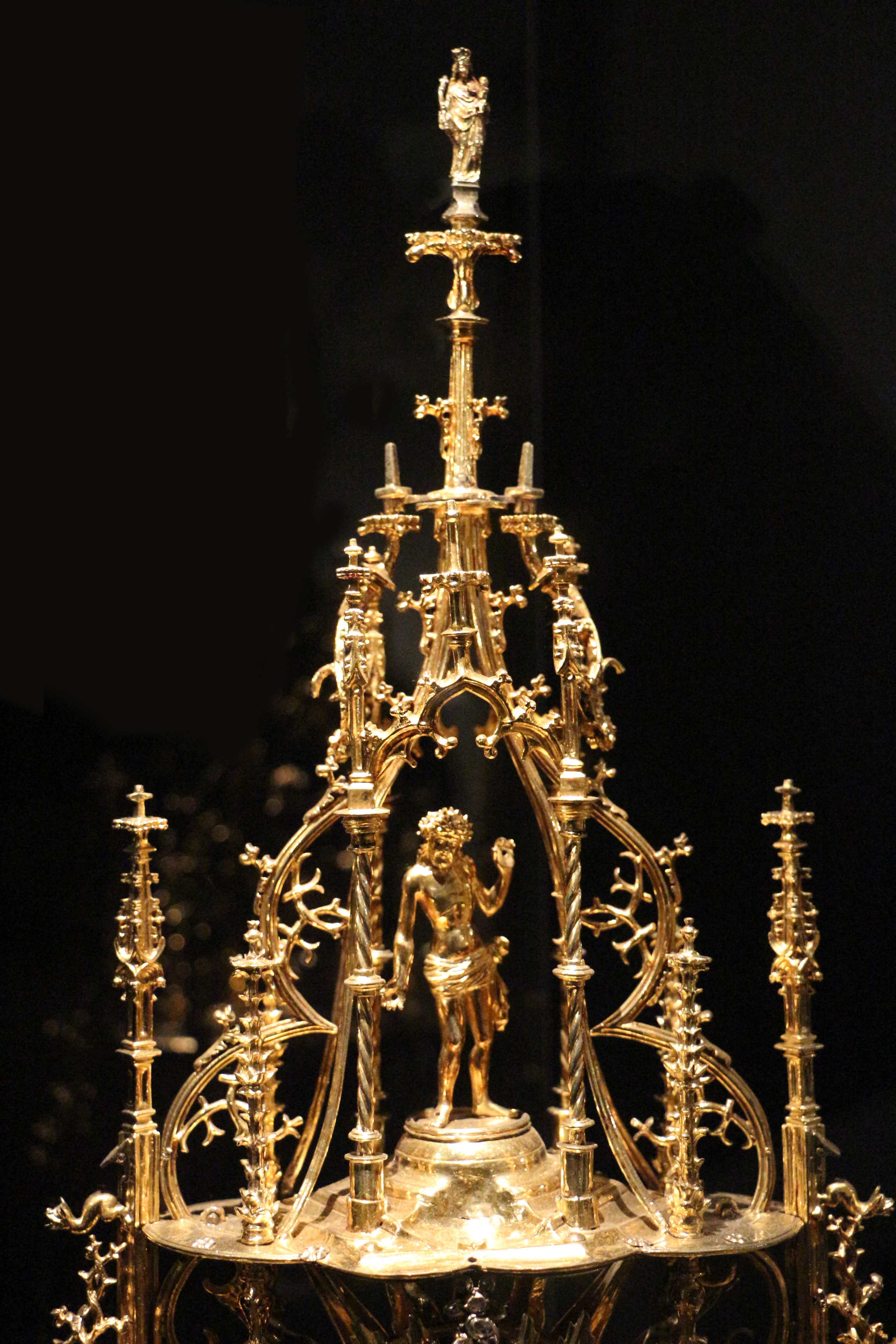
Ostensoir, Aix
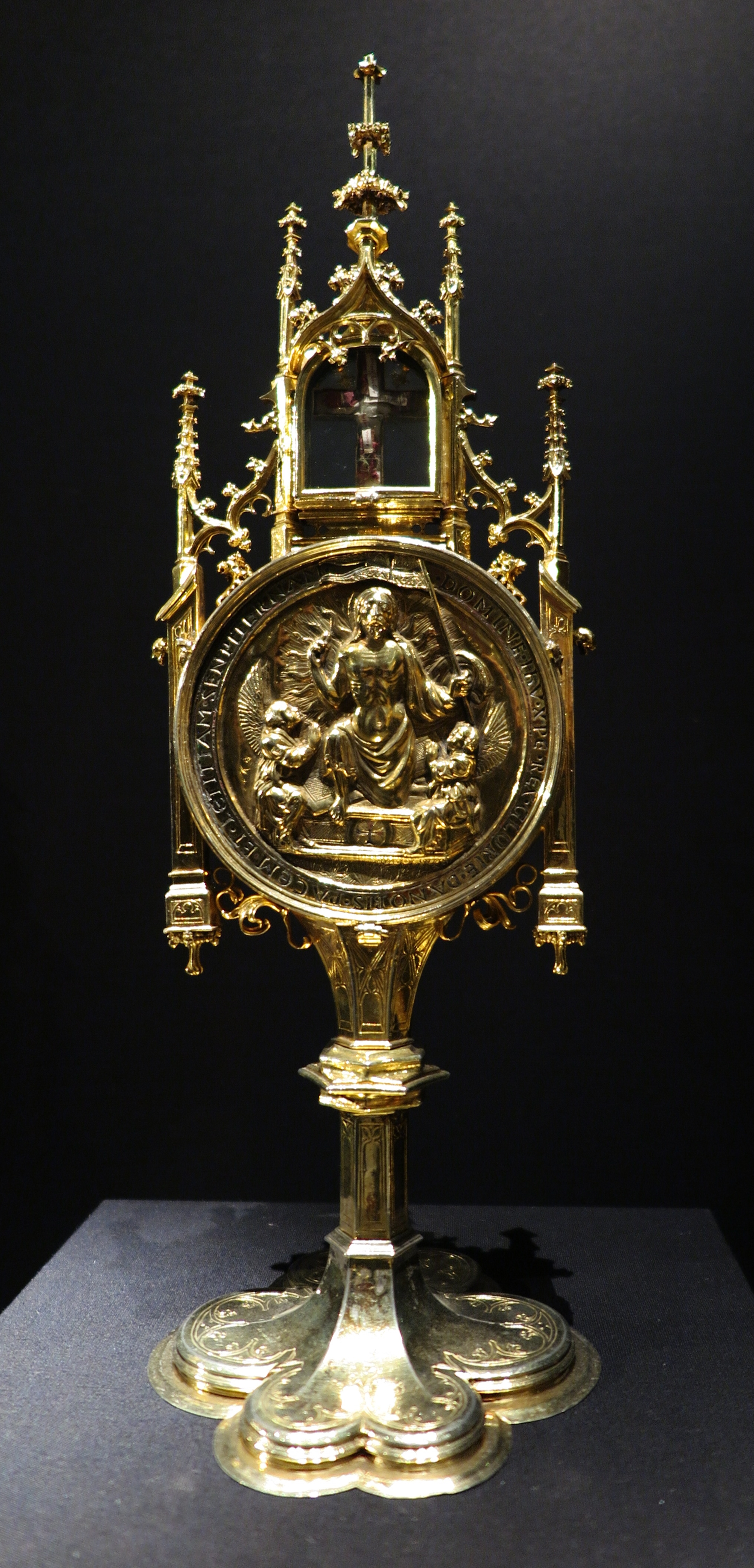
Reliquaire Agnus Dei

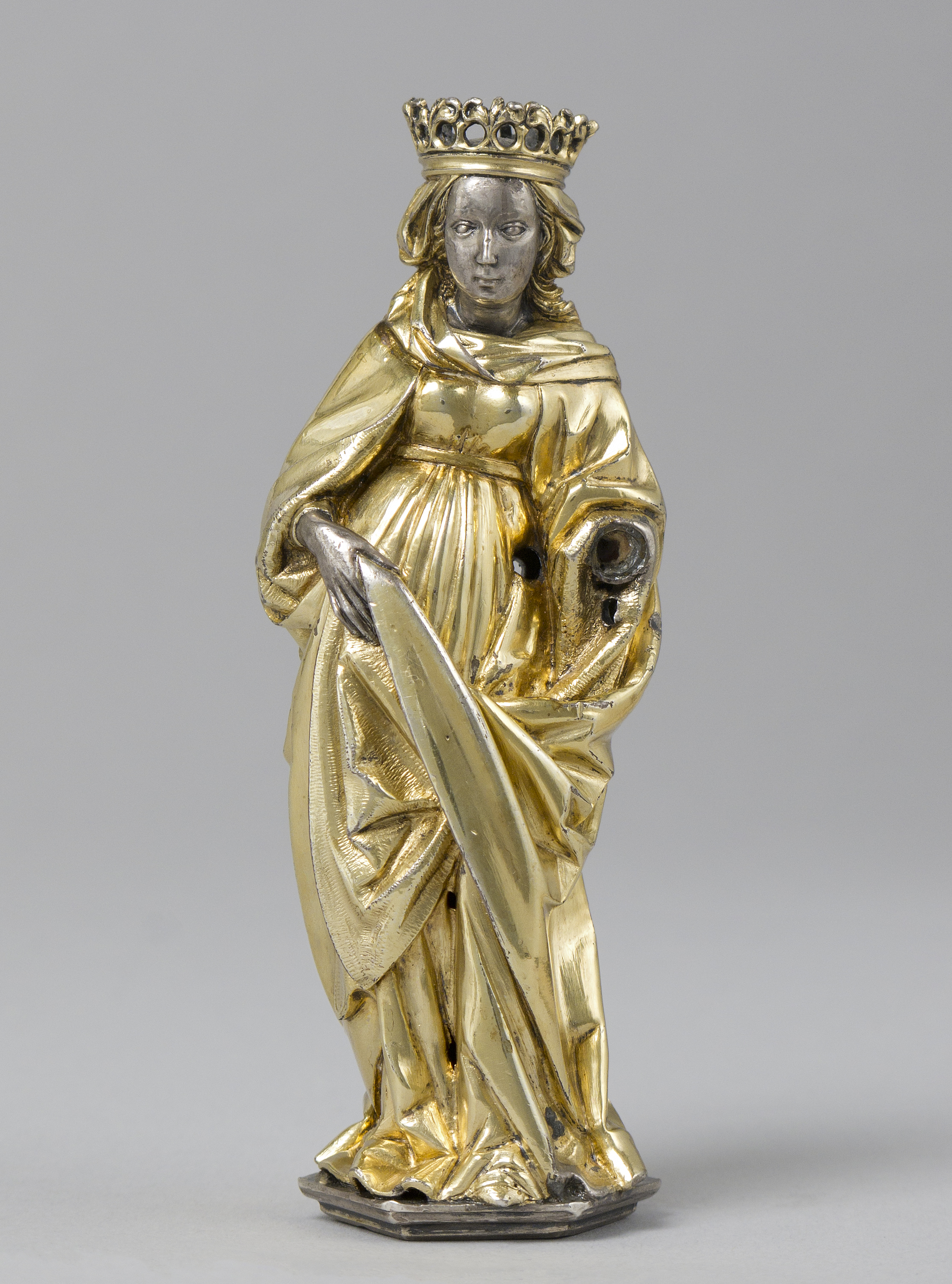
Statuette d'une sainte (MET)
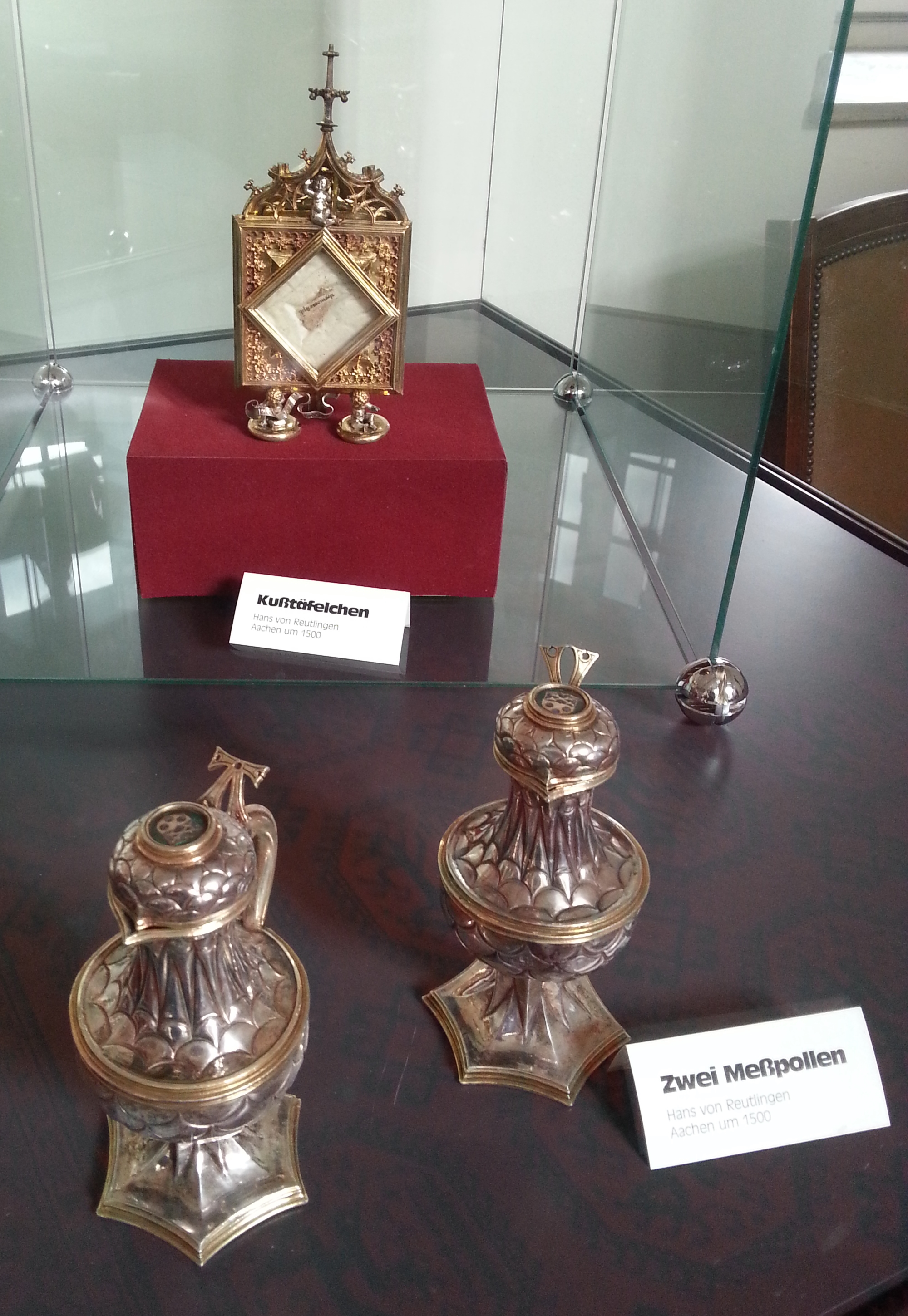
Burettes et osculatoire, St. Foillan
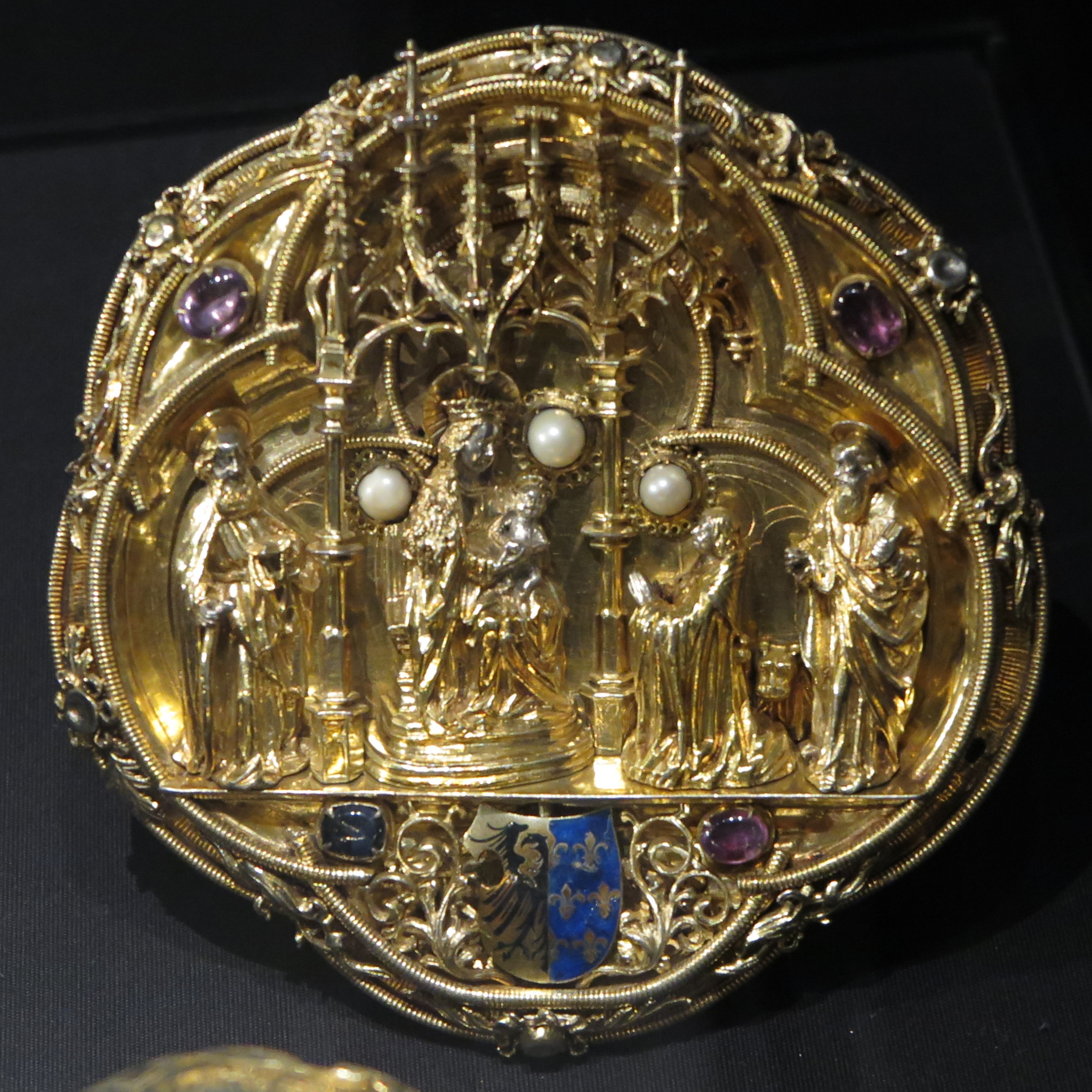
Fermoir de chape curiale